# Catedral de Sant Bertran de Comenge

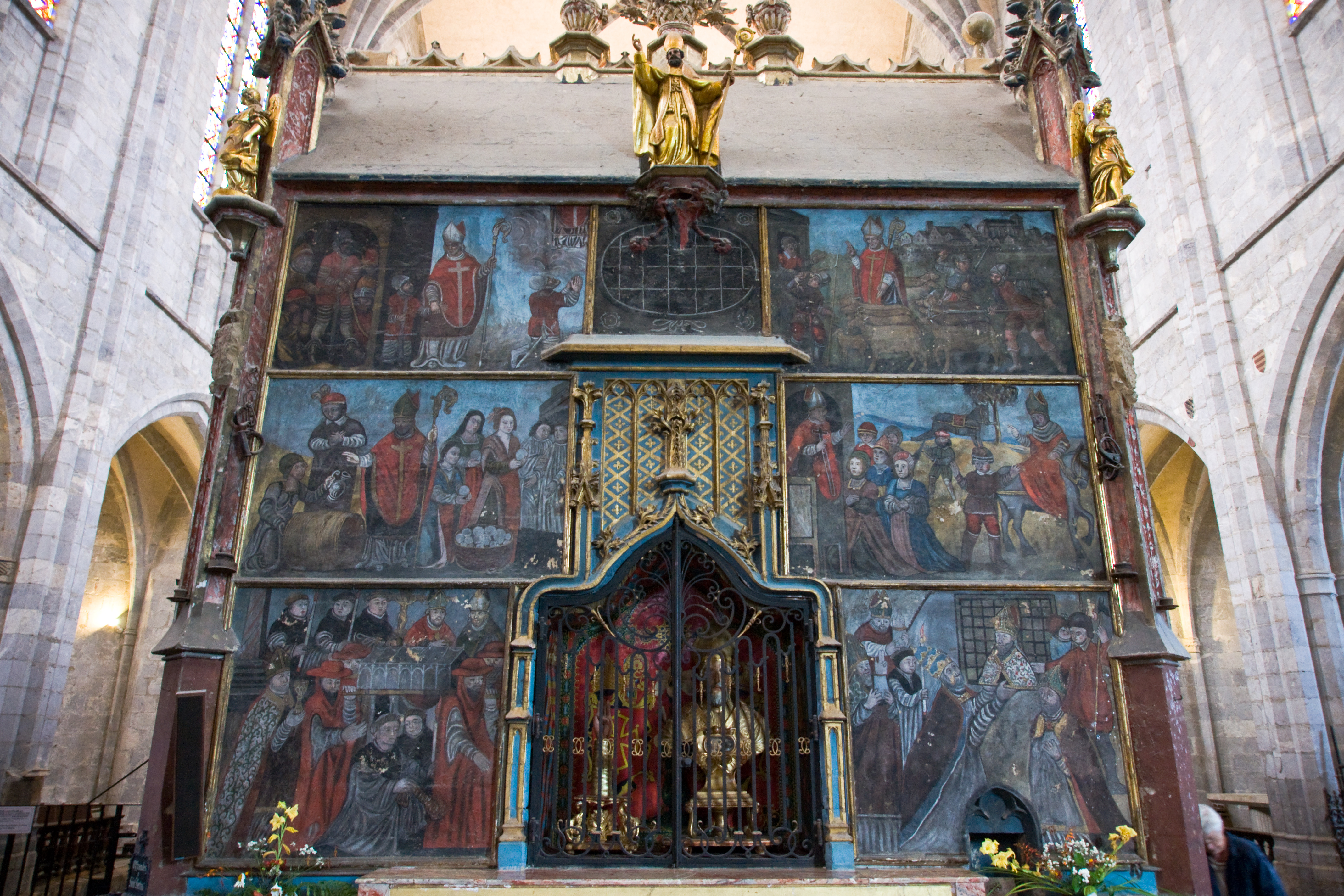
Tomba de Sant Bertran

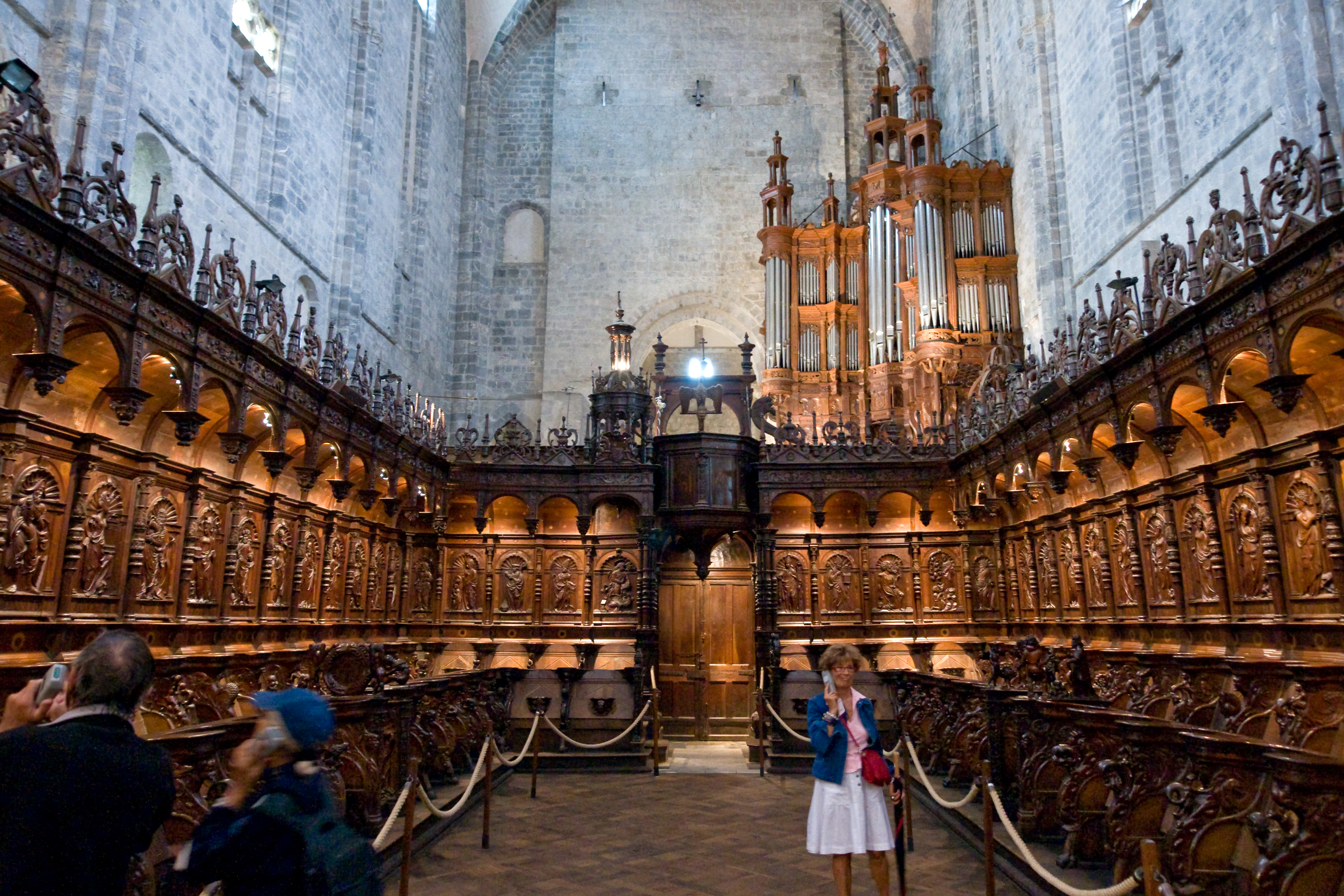
L'orgue

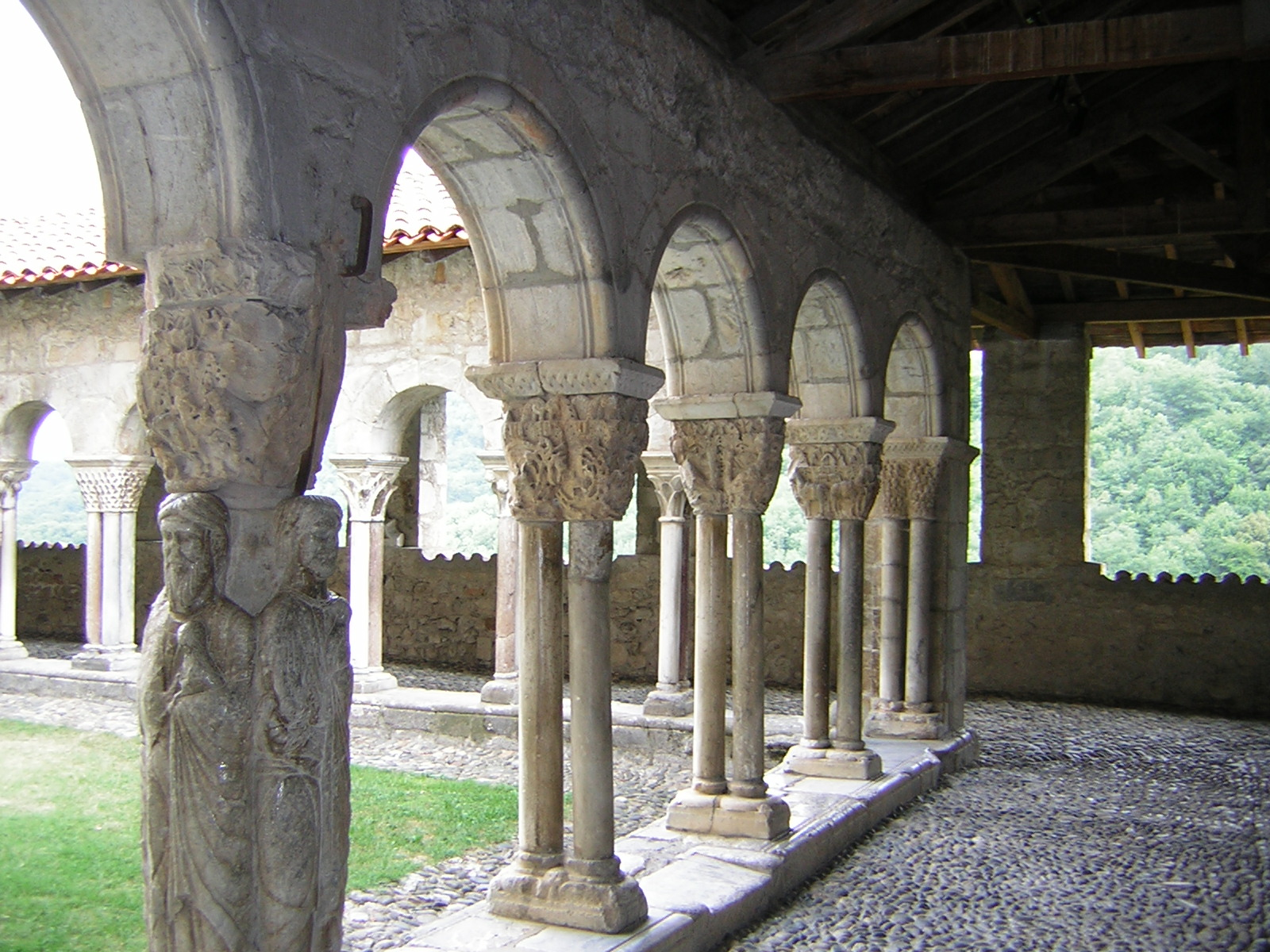
El claustre

La Catedral de Sant Bertran de Comenge (occità: Catedrala de Sent Bertran de Comengeː francès: cathédrale Notre-Dame de Saint-Bertrand-de-Comminges) és una antiga catedral catòlica romana situada a Sant Bertran de Comenge, Alta Garona, al sud-oest de França. Va ser la seu de l'antiga diòcesi de Comenge.
La catedral fou classificada com monument històric de França l'any 1840. El claustre està inclòs a la llista des de l'any 1889.
L'edifici es compon de tres parts amb tres estils arquitectònics diferents: Una part romànica del segle xii, una altra de gòtica que data del segle xiv i fou encarregada pel papa Bertrand de Goth. Finalment, una part renaixentista, que juntament amb l'orgue data del segle xvi.
El nàrtex acaba en dos grans pilars, cadascun amb una circumferència de no menys de 11,45m. A través dels murs nord i sud es poden veure els arcs romànics. El terra és de marbre i inclou algunes tombes i sepulcres. El claustre també és clarament romànic i ofereix una impressionant vista sobre tota la vall.
La part gòtica està construïda a la part sud de l'edifici. Hi ha una sola nau que és de 55m de llarg, 16m d'ample i 28m d'alt. Sobre dels arcs apuntats hi ha els escuts d'armes dels bisbes fundadors. Les vidrieres són impressionants amb els seus intricats detalls, gairebé comparable als de la Catedral d'Aush.
El cor va ser encarregat pel bisbe Joan de Mauleon a partir de 1500. Les mancances documentals fan que sigui impossible anomenar l'artista que els va fer, encara que, en comparació amb altres llocs, aquests poden considerar un treball de Nicolas Bachelier, o més aviat, de la seva escola, que havia estat utilitzant artistes de França, Espanya i Itàlia. La major part del treball va ser realitzat en roure i noguera, i el cor sembla independent de la resta de l'església on contrasta tant amb el gòtic i peces romàniques.
Els seixanta-set llocs representen personatges, tant de l'Antic com del Nou Testament, incloent escenes com 'temptació', 'enveja' i 'luxúria'.
A l'interior del santuari és possible veure algunes representacions de cançons de gesta, com la ‘’Cançó de Roland, amb Oliver clarament representats.
L'antiga catedral ha estat catalogada com a Patrimoni de la Humanitat per la UNESCO com a part dels Camins de Sant Jaume a França.